# キャンパスプラザ京都

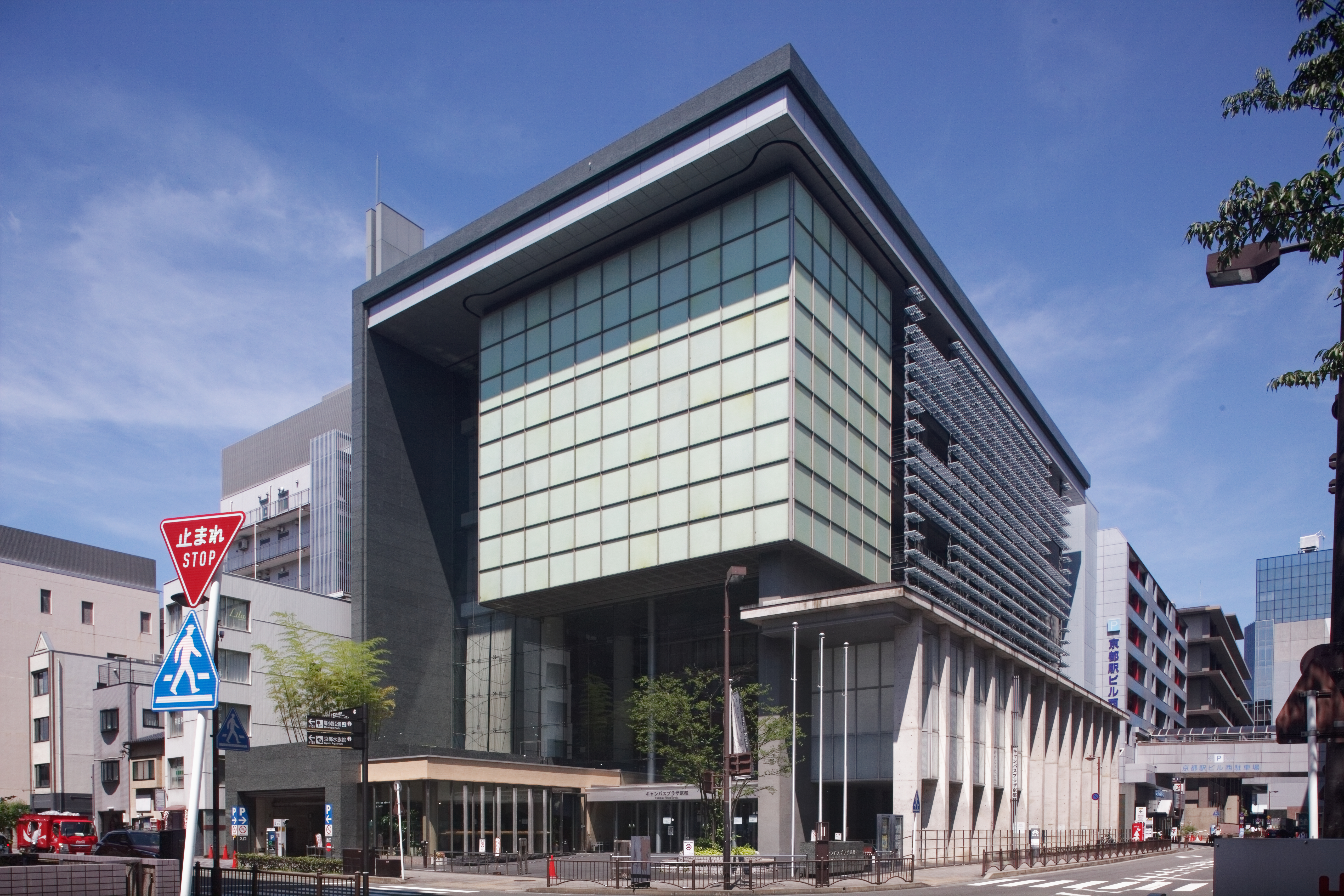
キャンパスプラザ京都

キャンパスプラザ京都（きゃんぱすぷらざきょうと）とは、京都市の学習施設。大学相互および、大学と地域社会の連携と交流のための利用を主目的とする。2000年、京都市下京区に完成。JR京都駅前に地下1階地上6階、延床面積約12,000平方メートルの建物が建つ。「京都市大学のまち交流センター」として発足したが、愛称の「キャンパスプラザ京都」でひろく知られ、公式文書にもこの名称が記載されている。俗称「キャンプラ」ともいう。

## 概要
キャンパスプラザ京都には、公益財団法人大学コンソーシアム京都の事務局がおかれ、この法人が主催する各種事業のほか、会員である京都市および近郊の各大学の授業（通称　プラザ科目）も行われ、大学生、社会人に利用されている。また放送大学京都学習センターもこの建物の3階にあり、放送大学の面接授業、単位認定試験、放送教材の視聴などが行われている。
さらに、大学関係者以外にも施設が開放され、会議室や講義室、和室などの使用予約を受け付けている。1階の「大学情報閲覧コーナー」では、公益財団法人大学コンソーシアム京都に加盟する大学の各種情報が得られるほか、登録した学生団体が無料で利用できるスペース「学生Place+」（がくせいプラス）がある。6階には、加盟大学が入居する共同サテライトキャンパスがあるほか、京都学生祭典実行委員会の事務室がおかれており、毎年秋に学生自身が開催する大きなイベントの企画運営を行っている。

## 立地
- 京都市下京区西洞院通塩小路下ル（京都駅北側・京都中央郵便局西側　ビックカメラ前）
- 市バス『下京区総合庁舎前』、西日本JRバス『三哲』バス停下車